# Ceratopipra
Ceratopipra — рід горобцеподібних птахів родини манакінових (Pipridae). Включає 5 видів. Поширені у тропічних районах Центральної та Південної Америки.

## Опис
Маленькі птахи, розміром від 9 до 12,5 см завдовжки, з короткими хвостами. Самці мають чорне оперення, що контрастує з жовтою, помаранчевою і червоною головою. Самиці невиразного темного забарвлення.

## Види
- Ceratopipra chloromeros (Tschudi, 1844) — манакін широкохвостий
- Ceratopipra cornuta (von Spix, 1825) — манакін рогатий
- Ceratopipra erythrocephala (Linnaeus, 1758) — манакін золотоголовий
- Ceratopipra mentalis (Sclater, PL, 1857) — манакін мексиканський
- Ceratopipra rubrocapilla (Temminck, 1821) — манакін червоноголовий